# Battaglia dell'Afsluitdijk
La battaglia di Afsluitdijk fu un infruttuoso tentativo della Wehrmacht di prendere la diga di Afsluitdijk nel maggio 1940, durante la seconda guerra mondiale. I piani d'invasione tedeschi prevedevano un attacco simultaneo alla Vesting Holland da più direzioni, aspettandosi di conquistare la capitale e la regione più importante del paese nel giro di un giorno.
Per facilitare un attacco da nord, gli elementi della Wehrmacht comandati dal generale Kurt Feldt dovevano prima attraversare l'Afsluitdijk, una strada rialzata di 32 chilometri (20 mi) e diga che collega le province settentrionali del paese alla provincia occidentale dell'Olanda Settentrionale e infine ad Amsterdam e oltre. Nonostante si trovassero senza uomini né armi, le truppe dell'esercito reale olandese comandate dal capitano Christiaan Boers, sotto il comando generale del contrammiraglio Hoyte Jolles, riuscirono a trattenere con successo gli aggressori al forte di Kornwerderzand, protetto da posizioni difensive modernizzate e pesantemente fortificate. All'esercito tedesco venne così impedito di concentrare immediatamente tutte le sue forze nella zona più vitale del paese.
Le forze tedesche bloccate vennero infine costrette a ritirarsi e successivamente indirizzarono il loro attacco attraverso l'IJsselmeer, aggirando l'Afsluitdijk e sbarcando a nord di Amsterdam. La guarnigione olandese capitolò il 14 maggio, dopo il bombardamento di Rotterdam. Kornwerderzand fu l'unica linea di difesa che resistette con successo a un attacco nemico durante il conflitto e fu una delle poche sconfitte della Blitzkrieg subite dalla Wehrmacht.

## La fortificazione e gli antefatti
I tedeschi invasero i Paesi Bassi il 10 maggio 1940, seguendo l'operazione Fall Gelb, invadendo contemporaneamente Belgio e Francia attraverso le Ardenne. Nel nord, le forze tedesche avanzarono rapidamente oltre due sottili linee difensive olandesi parallele al confine, che si estendevano attraverso le province di Drenthe e Groninga, prima di avanzare ulteriormente nella Frisia occidentale.
La 1. Kavallerie-Division, che in seguito divenne la 24. Panzer-Division, conquistò il 12 maggio l'ultima linea difensiva di fronte alla diga e si preparò all'assalto delle due linee casematte del forte di Kornwerderzand. La linea orientale doveva difendere proprio la parte est della diga mentre la linea occidentale, appena dietro, doveva difendere la retrovia della diga. In tutto erano state realizzate 17 casematte, con cannoni da 210 mm e 280 mm, e le tre casematte principali erano rinforzate con 3 m di cemento. I 230 uomini a difesa della diga erano armati inoltre con 21 Schwarzlose, 3 cannoni da 50 mm e un cannone navale da 50 mm. Difese simili erano posizionate all'altra estremità della diga.

## La battaglia

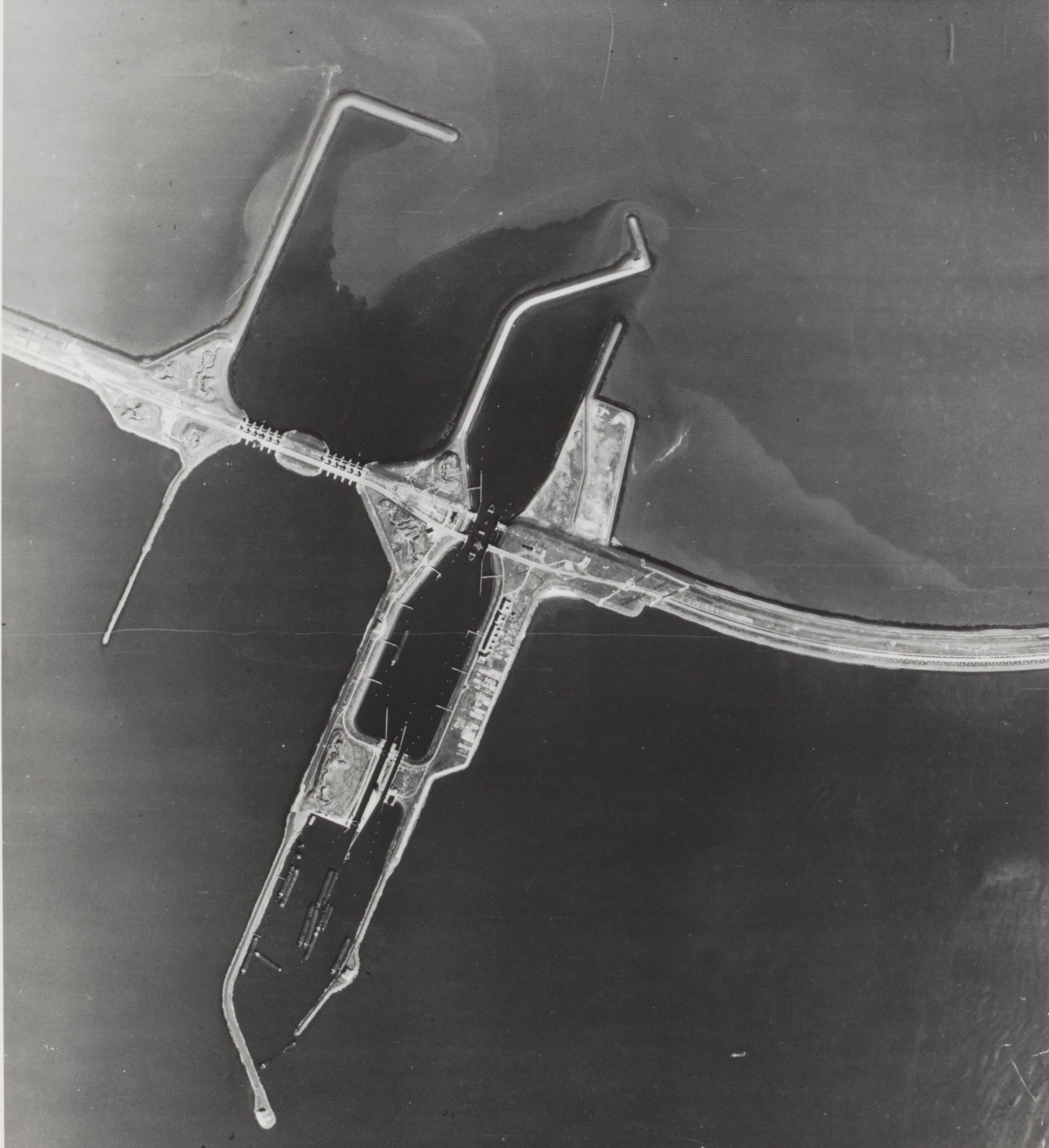
Il forte di Kornwerderzand nel 1945

Ad inizio di maggio del 1940, due sezioni di fanteria, 70 uomini in tutto, vennero inviati alla diga per prevenire uno sbarco tedesco oltre la visuale delle fortezze difensive. I tedeschi vennero ben presto a sapere di queste unità e sette caccia della Luftwaffe mitragliarono le postazioni olandesi. Un soldato e due civili vennero uccisi mentre altri dieci civili rimasero feriti. Dopo questo attacco, gli olandesi vennero costretti a ritirarsi nel forte di Kornwerderzand.
Fino al 12 maggio, i tedeschi non tentarono mai di prendere il forte. Tuttavia, quella sera tre soldati tedeschi vennero inviati in avanscoperta per vedere se il forte era stato abbandonato. I tre vennero bloccati dal fuoco delle mitragliatrici, che ne uccisero due mentre il terzo riuscì a fuggire. I tedeschi decisero così di conquistare il forte, pianificando di lanciare un attacco aereo, seguito da un bombardamento con gli obici e poi da un assalto di circa 500 uomini.
I tedeschi però non erano a conoscenza della presenza di tre cannoni antiaerei e quattro mitragliatrici pesanti contraerei, giunti quella notte stessa. Il giorno seguente, i piloti tedeschi, che prima avevano attaccato gli olandesi da incontrastati, si ritrovarono sotto il fuoco pesante. I tedeschi inviarono 62 bombardieri che sganciarono bombe sul forte in cinque ondate, durante le quali quattro aerei vennero abbattuti e finirono in mare. Seguì poi un'ora di bombardamento pesante con gli obici ma che ebbe scarsi effetti sulle fortificazioni olandesi.
Terminato il bombardamento d'artiglieria, i tedeschi avanzarono lungo la stretta diga. Il capitano Boers attese finché non si avvicinarono fino ad 800 m, poi ordinò ai mitraglieri di aprire il fuoco, rendendo difficile ai tedeschi anche la ritirata. La maggior parte dei soldati tedeschi tentò di nascondersi mentre qualcuno provò ad avanzare. Per un'ora e venti minuti i tedeschi rimasero sotto il fuoco nemico e gli ultimi poterono ritirarsi solo quando gli olandesi cessarono il fuoco. Durante la notte successiva Boers ordinò che fossero posizionate delle luci e dei fari in modo che i tedeschi non potessero attaccare a sorpresa.
Alle prime luci del 14 maggio, i tedeschi bombardarono ancora una volta la diga con l'artiglieria ma questa volta gli olandesi risposero con i tre cannoni da 150 mm della cannoniera Hr. Ms. Johan Maurits van Nassau, posizionata a 18 km dalla costa, nel Mare dei Wadden, sparando in base alle indicazioni che giungevano dal forte. Le coordinate dell'attacco vennero telefonate dalla fortezza al Comando della Marina a Den Helder, quindi inviate via radio senza fili alla cannoniera. Questo sbarramento mise a tacere i cannoni tedeschi in meno di un'ora e sconvolse il generale Kurt Feldt, che non era a conoscenza della presenza di artiglieria olandese nell'area, per non parlare di un calibro così pesante.

## Le vittime
I civili del luogo affermarono che centinaia di tedeschi furono uccisi e che la diga era colma di corpi. I tedeschi riportarono invece che solo due uomini rimasero uccisi il giorno dodici di maggio mentre tre il giorno seguente. Ufficialmente vi furono venticinque feriti tra i tedeschi. Gli olandesi invece subirono una sola perdita, durante il primo attacco aereo, e due durante il seguente bombardamento mentre maneggiavano con un cannone contraereo. Il primo attacco della Luftwaffe causò inoltre due morti e dieci feriti tra i civili.

## Le conseguenze
Il forte rimase in mano agli olandesi fino alla resa delle forze armate dei Paesi Bassi, il 15 maggio 1940. Boers disse ai suoi uomini che avevano combattuto come leoni ma che, in altre parti del paese, le difese avevano ceduto. Infine si arrese con i suoi uomini ai tedeschi.